# Classe I-201
La classe I-201 (伊二百一型, I-ni-hyaku-ichi-gata), également appelée Type de grands sous-marins à grande-vittesse (潜高大型潜水艦, Sen-Taka-Dai-gata sensuikan) (ou simplement "Type Sentaka"), est une classe de sous-marins de 1re classe en service dans la marine impériale japonaise pendant la Seconde Guerre mondiale.
Étant l'une des classes de sous-marins les plus avancées technologiquement, ils étaient, derrière les sous-marins anaérobies de type XVII allemands, les plus rapides construits pendant la Seconde Guerre mondiale. Vingt-trois unités ont été commandées au chantier naval de Kure dans le cadre du programme de construction de 1943. Notamment en raison des nombreux bombardements, seuls les I-201, I-202 et I-203, ont été achevés avant la fin du conflit. Aucun d'entre eux n'a opéré sur un théâtre de guerre.

## Contexte
En 1938, la marine impériale japonaise a construit un sous-marin expérimental à grande vitesse à des fins d'évaluation, désigné Sous-marin n° 71 (第71号艦). Sur la base de l’expérience acquise dans le domaine des sous-marins rapides à courte et grande portée, le no 71 ne déplaçait que 230 tonnes pour une longueur de 43 mètres et une vitesse en immersion de plus de 21 nœuds (39 km/h), ce qui faisait le sous-marin le plus rapide de l'époque. Les résultats des expériences du no 71 ont servi de base aux sous-marins de la future classe I-201.

## Conception

Dispositions générales et sections du sous-marin de type I-201.

Vers la fin de 1942, il était devenu évident pour la marine que les sous-marins classiques étaient incapables de survivre aux nouvelles techniques ASM mises en service, telles que les projecteurs radar, HF/DF, sonar et nouveaux lanceurs de charge de profondeur. De nouveaux sous-marins étaient nécessaires, avec une vitesse sous-marine supérieure à la vitesse de surface, une capacité de plongée rapide, une course sous-marine silencieuse et un rayon opérationnel en immersion élevé.
L'état-major général de la marine commanda officiellement des sous-marins rapides en octobre 1943 ; parmi les navires devant être construits en 1944, 23 sous-marins à grande vitesse (Sen taka), provisoirement désignés "Navires n ° 4501–4523" .
L'ordonnance no 295 du 29 octobre 1943 du département technique de la marine indiquait les besoins définitifs de l'état-major général. Celles-ci incluaient une vitesse sous-marine de 25 nœuds, qui a été réduite à 20 nœuds (37 km/h) pour des raisons pratiques. Néanmoins, ils étaient les sous-marins opérationnels les plus rapides de la Seconde Guerre mondiale, dépassant même les Type XXI allemands.
Pour répondre à l'exigence d'une vitesse sous-marine élevée, les concepteurs ont dû :
- Adopter la structure à une simple coque en acier soudé d'un diamètre de 5,8 mètres[1]
- Positionner le ballast principal plus haut que dans les précédents sous-marins pour élever le centre d'inertie et améliorer la stabilité dynamique
- Donner à la coque et au caisson une forme très épurée
- Construire un kiosque aussi petit que possible
- Remplacer les canons de pont fixes par des supports rétractables logés dans des niches à obturateurs une fois immergés
- Utiliser des plaques d'acier pour le pont supérieur plutôt que du bois
- Installer un système de recharge des batteries sous l'eau (snorkel)
- Installer des gouvernes horizontales à la poupe au lieu des hydroplanes de plongée plus classiques montés sur la poupe ; cela améliore la stabilité directionnelle et peut avoir une diminution de la traînée induite par la turbulence[4]
- Réduire l’équipage et les locaux pour fournir un espace de batterie ; le Sen-Taka a été conçu pour un équipage de 31 personnes, comparé aux types de tailles similaires Sen-Chu (54 hommes), et Kai Dai 1 (60 hommes) (en pratique, le Sen Taka avait besoin de 50 membres pour devenir opérationnel, conduisant à un problème d’habitation imprévu).
- Restreindre l'armement pour économiser de l'espace ; le Sen-Taka avait le même équipement de torpille que le plus petit sous-marin de 2e classe Sen-Chu et à peine la moitié de l'armement des sous-marins de taille comparable. De plus, le Sen-Taka n’avait pas de canon de pont et l’armement AA transporté devait être maintenu dans des montures rétractables, nécessitant un espace de coque, afin de répondre à la demande de rationalisation.

La classe I-201 avait peu de ressemblance avec les classes précédents, celle-ci étant optimisée pour son long rayon d'action et sa grande vitesse, notamment sous l'eau. Ils emportaient à bord 144 tonnes de gaz-oil, 7 tonnes d'eau douce et des provisions pour 30 jours. Les submersibles étaient équipés d'une transmission diesel-électrique 2 × 4 temps MAN de 2 750 chevaux-vapeur et de 4 × moteurs électriques de 5 000 chevaux-vapeur (3 700 kW) à 600 tr/min. Leur autonomie étaient de 5 800 milles marins (10 700 km) à 14 nœuds (26 km/h), 7 800 milles marins (14 400 km) à 11 nœuds (20 km/h) et 15 000 milles marins (27 800 km) à 6 nœuds (11 km/h). La vitesse sous-marine maximale était le double de celle des modèles américains contemporains. Les I-201, à l'instar d'autres sous-marins japonais de l'époque, étaient également équipés d'un snorkel permettant au sous-marin de faire fonctionner ses moteurs Diesel, alimentant ces derniers en air sans avoir à faire surface. 
D'une hauteur de 7 mètres (de la quille au pont principal), les submersibles déplaçaient 1 291 tonnes en surface et 1 503 tonnes en immersion. Leur profondeur d'essai était de 110 mètres (360 pieds), en mettant seulement 50 secondes pour plonger. Leur autonomie en immersion était de 50 heures à 2 nœuds (4 km/h). Ils étaient équipés de deux périscopes de 8 mètres : un Type 88, Mk 3, Mod. 1 et un Type 88, Mk 4, Mod. 2. L’armement était composé de 4 × tubes lance-torpilles de 53 cm (21 pouces) Type 95, Mod 3,21" et de 10 × torpilles de type 95, Mod. 2. Les 2 × canons anti-aériens de 25 mm Type 96 sur le pont étaient logés dans des fixations rétractables pour maintenir la rationalisation. Le sous-marin a été conçu pour la production de masse, construit dans des usines en grandes sections préfabriquées et transportées sur le bordereau pour un assemblage final.

## Sorts

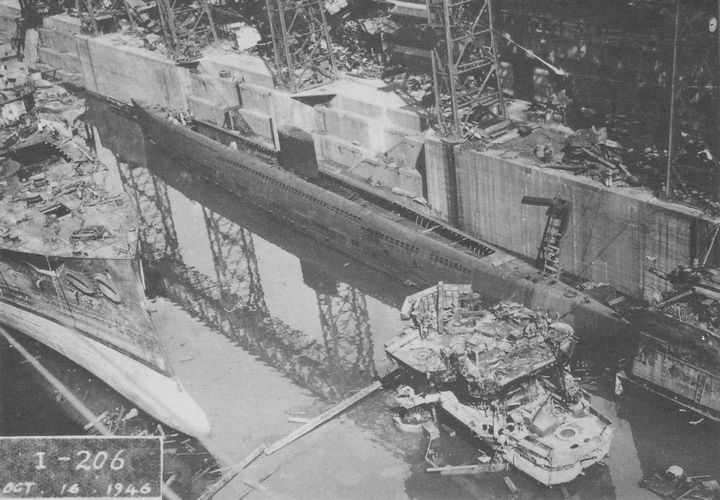
LI-206 le 16 octobre 1946.

Deux sous-marins, les I-201 et I-203, ont été saisis et inspectés par la marine américaine à la fin des hostilités. Ils faisaient partie d'un groupe de quatre sous-marins capturés, dont les géants I-400 et I-401, qui avaient été remorqués à Hawaï par des techniciens de la marine américaine pour une inspection plus approfondie.
Le 26 mars 1946, sur la demande pressante des scientifiques russes exigeant l'accès aux sous-marins, la marine américaine décide se débarrasser des submersibles. Le 5 avril 1946, l'I-202 est sabordé dans les eaux japonaises. Le 21 mai 1946, l'I-203 est torpillé et coulé par le sous-marin USS Caiman au large des îles d'Hawaï. Le 23 mai 1946, l'I-201 est torpillé et coulé par l'USS Queenfish. En 2009, le laboratoire de recherche d'Hawaï a retrouvé l'épave de l'I-201 au large de l'île en utilisant un engin submersible.

## Navires de la classe
| Sous-classe      | Numéro de coque | Nom           | Constructeur          | Pose de la quille | Lancement         | Mise en service | Mise hors service | Sort |
| I-201 (Pr. S563) | 4501            | I-201         | Arsenal naval de Kure | 1er mars 1944     | 22 juillet 1944   | 2 février 1945  | 30 novembre 1945  | Coulé comme cible au large des îles d’Hawaï par l'USS Queenfish le 23 mai 1946                                |
| I-201 (Pr. S563) | 4502            | I-202         | Arsenal naval de Kure | 1er mai 1944      | 2 septembre 1944  | 12 février 1945 | 30 novembre 1945  | Sabordé par la marine américaine au large des îles Gotō le 5 avril 1946                                       |
| I-201 (Pr. S563) | 4503            | I-203         | Arsenal naval de Kure | 1er juin 1944     | 20 septembre 1944 | 29 mai 1945     | 30 novembre 1945  | Coulé comme cible au large des îles d’Hawaï par l'USS Caiman le 21 mai 1946                                   |
| I-201 (Pr. S563) | 4504            | I-204         | Arsenal naval de Kure | 1er août 1944     | 16 décembre 1944  |                 |                   | Achevé à 90%, coulé par un raid aérien le 22 juin 1945, renfloué et mis au rebut à Kure en février-mai 1948   |
| I-201 (Pr. S563) | 4505            | I-205         | Arsenal naval de Kure | 4 septembre 1944  | 15 février 1945   |                 |                   | Achevé à 80%, coulé par un raid aérien le 28 juillet 1945, renfloué et mis au rebut à Kure de mai à août 1948 |
| I-201 (Pr. S563) | 4506            | I-206         | Arsenal naval de Kure | 27 octobre 1944   | 26 mars 1945      |                 |                   | Achevé à 85%, construction arrêtée le 26 mars 1945, mis au rebut à Kure d'octobre 1946 à janvier 1947         |
| I-207 (Pr. S56B) | 4507            | I-207         | Arsenal naval de Kure | 27 décembre 1944  |                   |                 |                   | Achevé à 20%, construction arrêtée le 17 avril 1945, mis au rebut à Kure d'avril à mai 1946                   |
| I-207 (Pr. S56B) | 4508            | I-208         | Arsenal naval de Kure | 17 février 1945   |                   |                 |                   | Achevé à 5%, construction est arrêtée le 17 avril 1945, mis au rebut à Kure d'avril à mai 1946                |
| I-207 (Pr. S56B) | 4509-4523       | I-209 à I-223 |                       |                   |                   |                 |                   | Non entrepris du fait de la fin de la guerre, annulés en 1945                                                 |

## Influences
La conception et la technologie du JDS Oyashio (ja) (1959) de la force maritime d'autodéfense japonaise est basé d'après le design de la classe I-201.

## Dans la fiction
L'I-203 remis à neuf est utilisé par les personnages du film Hell and High Water (1954).